# Хуан Фигало
Хуан Фигало (енгл. Juan Figallo; 25. март 1988) професионални је рагбиста и аргентински репрезентативац, који тренутно игра за енглеског премијерлигаша Сараценс. Висок 187 цм, тежак 112 кг, игра у првој линији на позицији стуба. Пре Сараценса играо је у француској првој лиги за Монпеље (рагби јунион). Прошао је све млађе категорије аргентинске репрезентације, а за сениорску је до сада одиграо 22 тест меча и постигао 1 есеј. На светском првенству 2011. био је један од најбољих стубова.